# Josep Maria Vives i Sureda
Josep Maria Vives i Sureda (Fonteta, 15 de juny de 1924 - Girona, 28 de novembre de 2007). Casat amb Núria Parés i Borrell, fou un fuster i ebenista de professió, atleta d'afició i també carrossaire, escultor, dibuixant, cineasta, documentalista i fotògraf. Es va traslladar a Palafrugell l'any 1934; des de l'any 1945 va treballar com a fuster i ebenista, fins a la seva jubilació. Al llarg de la seva vida va compaginar la seva feina amb diverses activitats esportives, la fotografia i el cinema amateur. Va destacar en la seva faceta esportiva ja des de ben jove al guanyar els campionats provincials de 1942, celebrats a Figueres, en les modalitats de llançament de javelina i disc. No va deixar mai l'activitat esportiva, on va acumular reconeixements i medalles fins al 2007. Va començar el seu periple cinematogràfic a partir d'un documental sobre la Costa Brava el 1964 i li van ser premiades les seves pel·lícules Cuidado con el reloj (1967) i El hacha (1969); destaquen també Cleptómano, El camarada o Aventura de tardor. Involucrat amb el moviment carrossaire des de les primeres edicions de les Festes de Primavera de Palafrugell, va guanyar diverses vegades el premi d'honor. L'any 1954 es va casar amb Núria Parés amb qui va tenir una filla. Va morir el 28 de novembre de 2007.
La documentació de Josep Maria Vives va ser conservada per ell mateix i per la seva família fins al seu ingrés a l'Arxiu Municipal de Palafrugell. Destaquen les nombroses fotografies sobre Palafrugell i sobre les seves aficions (fotografia, cinema, carrosses, atletisme); les seves pel·lícules sobre Palafrugell i sobre les carrosses i els seus curtmetratges; i els guions de les pel·lícules de ficció i la informació sobre els concursos de cinema amateur de Palafrugell i altres poblacions.